# Ledeni čaj
Ledeni čaj oblik je hladnog čaja i obično se poslužuje u čaši s ledom.
Može i ne mora biti zaslađen. Ledeni čaj također je popularan kao pakirano piće. Može se miješati s aromatiziranim sirupom, s uobičajenim okusima kao što su: limun, breskva, malina, limeta, marakuja, jagoda i višnja.Dok većina ledenih čajeva dobiva aromu od listova čaja (lat. Camellia sinensis), biljni čajevi također se ponekad poslužuju hladni i nazivaju se ledeni čajevi.
Ledeni čaj ponekad se priprema natapanjem čaja u vodi i ostavljanjem da se namoči duže vrijeme na nižoj temperaturi (jedan [sat]] na suncu, za razliku od uobičajenih 5 minuta na 80-100 °C. U nekim ga zemljama nazivaju "čaj za sunčanje". Osim toga, ponekad se ostavlja i preko noći u hladnjaku.
Još 1823. godine grofica Marguerite od Blessingtona pisala je o konzumaciji ledenog čaja u Napulju. Najstariji tiskani recepti za ledeni čaj potječu iz 1870-ih. U svojoj kuharici iz 1871., Mary Ann Bryan Mason napisala je o ledenom čaju: :...trebao bi biti dobro zaleđen". Dvije od najranijih kuharica s receptima za ledeni čaj su "The Buckeye Cookbook" Estelle Woods Wilcox, prvi put objavljena 1876., i "Housekeeping in Old Virginia" Marion Cable Tyree 1878. 
Ledeni čaj počeo se pojavljivati u Sjedinjenim Državama tijekom 1860-ih. Isprva viđen kao novost, tijekom 1870-ih postao je prilično raširen. Recepti su se pojavljivali u tisku, ledeni čaj nudio se na hotelskim jelovnicima i prodavao se na željezničkim postajama. Popularnost mu je naglo porasla nakon što ga je Richard Blechinden predstavio na Svjetskom sajmu 1904. u St. Louisu.
Ledeni čaj koji se prodaje u trgovinama, može biti s mnogo dodanih šećera pa tako u boci ledenog čaja može biti i do 60 g šećera.